# Mariusz Lewandowski
Mariusz Lewandowski (Legnica, 18 de maio de 1979) é um ex-futebolista polonês que atuava como zagueiro central. Seu último clube foi o Sevastopol, onde se aposentou em 2013, com 34 anos de idade.
Marusz fez sucesso no Shakhtar Donetsk, clube no qual ganhou todos os títulos de sua carreira entre eles a Copa da UEFA na temporada 2008/2009. No clube ucraniano ficou durante nove temporadas, ganhando 12 títulos.
Pela seleção polonesa jogou na Copa do Mundo de 2006 e a Eurocopa de 2008. Ganhou no ano de 2009 o premio de melhor jogador polonês do ano.

## Títulos
Shakhtar Donetsk
- Campeonato Ucraniano: 2001, 2005, 2006, 2008
- Copa da Ucrânia: 2001, 2002, 2004, 2008
- Supercopa da Ucrânia: 2005, 2008, 2010
- Copa da UEFA: 2008/09